# Taram Magomadow
Taram Amchatowicz Magomadow (ros. Тарам Амхатович Магомадов; ur. 8 czerwca 1958) – radziecki zapaśnik walczący w stylu wolnym. Srebrny medalista mistrzostw świata w 1983. Mistrz Europy w 1984. Mistrz Europy młodzieży w 1978. Mistrz ZSRR w 1983 i 1985; drugi w 1986; trzeci w 1984 roku.